# Carl Viktor Rulin
Carl Viktor Olsson Rulin, född 28 oktober 1838 i Lerbäcks församling, Örebro län, död 23 maj 1918 i Lerbäcks församling, Örebro län, var en svensk folkmusiker och riksspelman. Rulin deltog i Riksspelmansstämman på Skansen 1910.